# 春よ来い (童謡)
「春よ来い」（はるよこい）は、相馬御風作詞、弘田龍太郎作曲の童謡。

## 概要
1923年に雑誌『金の鳥』（1923年3月1日、金の鳥社）に発表されたのが初出とされる。歌詞に登場する「みいちゃん」のモデルは御風の実子である。御風の出身地である新潟県糸魚川市の糸魚川歴史民俗資料館のウェブサイトでは「御風の作詞曲の中でも知名度の高い作品」と紹介している。

## 歌詞
1. 春よ来い　早く来い
あるきはじめた　みいちゃんが
赤い鼻緒の　じょじょはいて
おんもへ出たいと　待っている
2. 春よ来い　早く来い
おうちのまえの　桃の木の
蕾もみんな　ふくらんで
はよ咲きたいと　待っている

## 録音した歌手
- 林幸生、森の木児童合唱団

## 記念碑
作曲者である弘田の故郷となる高知県安芸市には、弘田の作曲した童謡の記念碑が10基建立されており、本作の碑（6号碑）は、岩崎弥太郎生家跡に所在する（1986年設置）。

## その他
糸魚川駅（西日本旅客鉄道）では北陸新幹線開業時から発車メロディーとして使用されている。